# Кучерявий Олександр Петрович

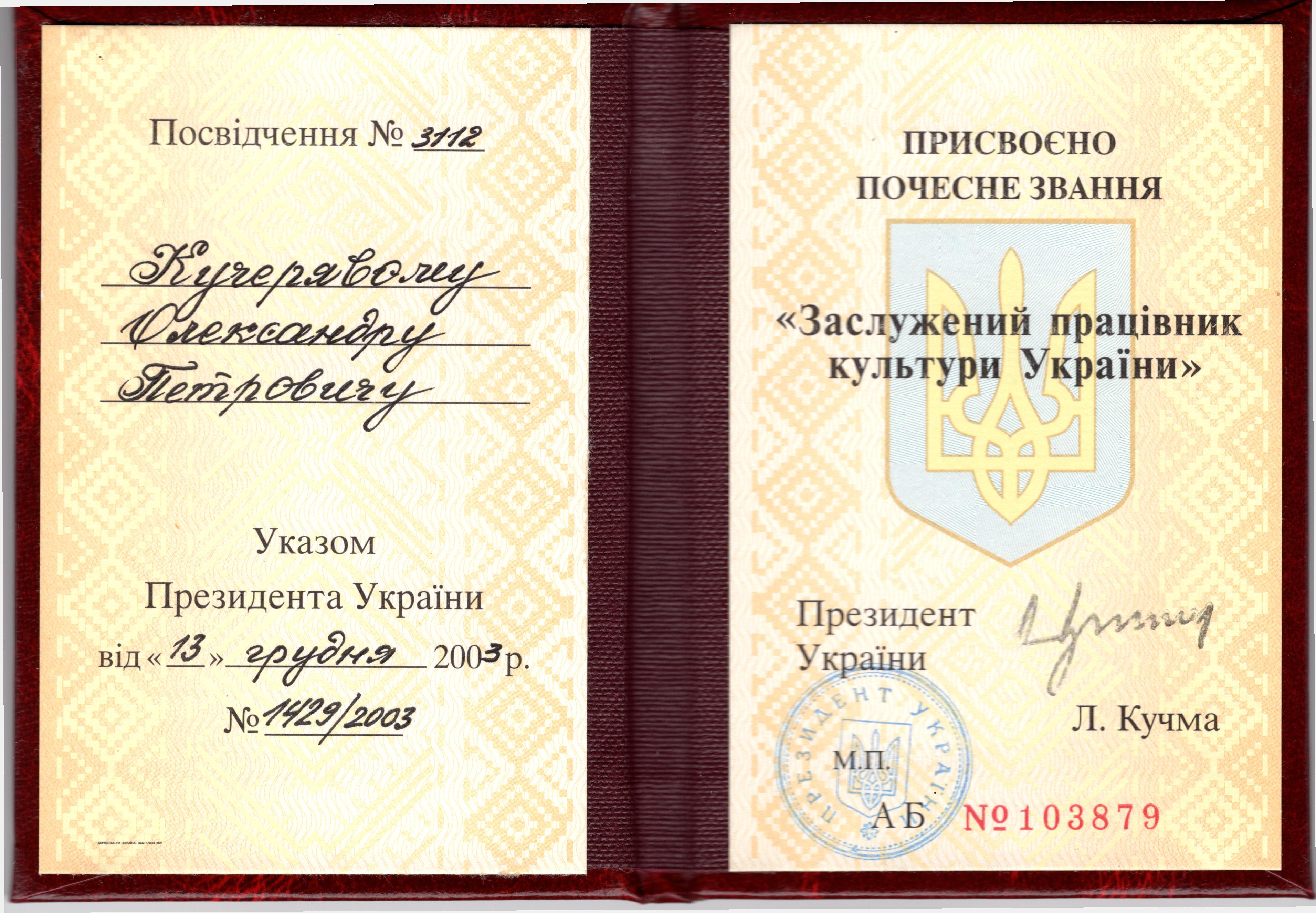
Документ

Кучеря́вий Олекса́ндр Петро́вич (нар.20 грудня 1940, село Авратин, нині Волочиського району Хмельницької області) — радянський і український редактор, кінознавець. Заслужений працівник культури України (2003) . Член Національної спілки кінематографістів України.

## Біографія
Народився 20 грудня 1940 р. у с. Авратин Хмельницької обл. Закінчив Київський державний інститут театрального мистецтва ім. І. Карпенка-Карого (1971).

## Фільмографія
Вів фільми, створені на Київській кіностудії ім. О. П. Довженка:
- «День перший, день останній» (1978)
- «Чекаю і сподіваюсь» (1980, т/ф)
- «Скарбничка» (1980, т/ф, 2 а)
- «Пора літніх гроз» (т/ф, 2 а)
- «Розповіді про любов» (1980)
- «Дивна відпустка» (1980, т/ф, 3 с)
- «Історія одного кохання» (1981)
- «Два дні на початку грудня» (1981, т/ф)
- «Інспектор Лосєв» (1982, т/ф, 3 с)
- «Гонки по вертикалі» (1982, т/ф, 3 с)
- «Поцілунок» (1983)
- «Петля» (1983, т/ф, 3 с)
- «Третій у п'ятому ряду» (1984, т/ф)
- «Капітан Фракасс» (1984, т/ф, 2 а)
- «Чужий дзвінок» (1985, т/ф)
- «На крутозламі» (1985, т/ф, 3 с)
- «Десь гримить війна» (1986)
- «Меланхолійний вальс» (1990)
- «Війна» (1990, т/ф, 6 а)
- «Дикий пляж» (т/ф)
- «Увійди в кожен будинок» (1990, т/ф, 5 а)
- «Особиста зброя» (1991)
- «Для домашнього огнища» (1992)
- «Страчені світанки» (1995)
- «Чорна рада» (2000, т/с)
- «Богдан-Зиновій Хмельницький» (2006, у співавт.)
- «Вбивство у зимовій Ялті» (2006)
- «Владика Андрей» (2008, у співавт.)
- «Мамо, я льотчика люблю...» (2012) та ін.